# Adnan Kahveci
Adnan Kahveci (* 20. Februar 1949 in Sürmene; † 5. Februar 1993 in Gerede) war ein türkischer Politiker. Er war Berater des türkischen Ministerpräsidenten Turgut Özal. 1983 gehörte er zu den Gründern der Anavatan Partisi (ANAP) und war später Staatsminister und anschließend Finanzminister. Er starb 1993 bei einem Autounfall.

## Leben
Kahveci wurde 1949 in Sürmene am Schwarzen Meer geboren. Seine Familie entstammte einem Bergdorf, welches einst Teil des unabhängigen Kaiserreichs Trapezunt war und dessen Einwohner vom Christentum zum Islam konvertiert waren. Adnan Kahveci sprach fließend Griechisch. Er galt auch als Wunderkind, weil er bei einem landesweiten Test der Zeitung Milliyet unter Grundschülern im Jahr 1961, beim Aufnahmetest an das Jungengymnasium Kabataş (Kabataş Erkek Lisesi) in Istanbul im Jahr 1966 und bei einem weiteren landesweiten Test der Tageszeitung Hürriyet unter Gymnasiasten jeweils den ersten Platz belegte. Außerdem wurde er Erster bei den landesweiten Universitätsaufnahmetests im Jahr 1966 und bei der Stipendienprüfung der Istanbul Üniversitesi. Sein Studium der Elektrotechnik setzte er an der Purdue University in den Vereinigten Staaten fort und promovierte an der University of Missouri. Nach seiner Rückkehr in die Türkei leistete er 1976 seinen Militärdienst und arbeitete dann als Wissenschaftler an der Boğaziçi Üniversitesi.

### Politische Karriere
Ende der 1970er-Jahre wurde Kahveci technischer Berater im türkischen Innenministerium. Innenminister Korkut Özal hatte Kahveci bei einer Amerikareise als Vorsitzender von Türkiye Petrolleri kennengelernt und dann nach seiner Ernennung zum Minister im Jahr 1977 in das Ministerium geholt. Der Innenminister stellte Kahveci auch seinem Bruder Turgut Özal vor, der stellvertretender Ministerpräsident unter Admiral Bülend Ulusu war. Als Özal 1982 mit dem Militär brach, das bis dahin die Leitlinien der Politik nach dem Militärputsch im Jahr 1980 weiterhin bestimmt hatte, drängte Kahveci ihn zur Gründung der ANAP, konnte aber aufgrund des vom Militär verhängten Betätigungsverbots nicht selbst antreten. Ab 1983 war Kahveci Kabinettschef des neuen Ministerpräsident Turgut Özal und wurde nach The Independent zum „Bindeglied zwischen Özal und [...] Lokalpolitikern, Beamten, dem Militär, westlichen Journalisten und ausländischen Investoren“. Erst nach der Parlamentswahl 1987 konnte er als Abgeordneter in die türkischen Nationalversammlung einziehen.
Adnan Kahveci saß drei Legislaturperioden für die Provinz Istanbul im Parlament und war von 1987 bis 1989 als Staatsminister zuständig für den staatlichen Sender Türkiye Radyo ve Televizyon Kurumu (TRT). In seiner Amtszeit wurde die Medienlandschaft entscheidend verändert, weil neben der TRT nun auch private Sender zugelassen wurden. Als Berater und Minister spielte Kahveci eine entscheidende Rolle bei den Wirtschaftsreformen in den 1980er-Jahren.
Kahveci stieß außerdem Untersuchungen wegen Korruption an gegen einen Minister, der für die Vermittlung eines Öltransports eine Abfindung erhalten hatte. Kahveci hatte ein Gespräch darüber aufgenommen und Özal zukommen lassen. Sowohl in seiner Amtszeit als auch während der kurzen Periode in der Opposition nach den Wahlen 1991 galt er als geradliniger Einzelgänger, der seine Meinung auch unabhängig von der Parteilinie äußerte.
Unter den Regierungschefs Yıldırım Akbulut und Mesut Yılmaz war Kahveci in den Jahren 1990/91 Finanzminister.
In den Monaten vor seinem Tod arbeitete Kahveci an der Lösung der Kurdenfrage und schrieb einen Bericht, der eine friedliche Lösung anmahnte und eine Anerkennung der kurdischen Sprache forderte. Nach der Autobiografie des Unternehmers Sakıp Sabancı beauftragte Özal Kahveci mit der Ausarbeitung von Ideen, Sitze im Parlament für Minderheiten zu reservieren. Sabancı hatte Özal auf diese Idee gebracht.

### Tod

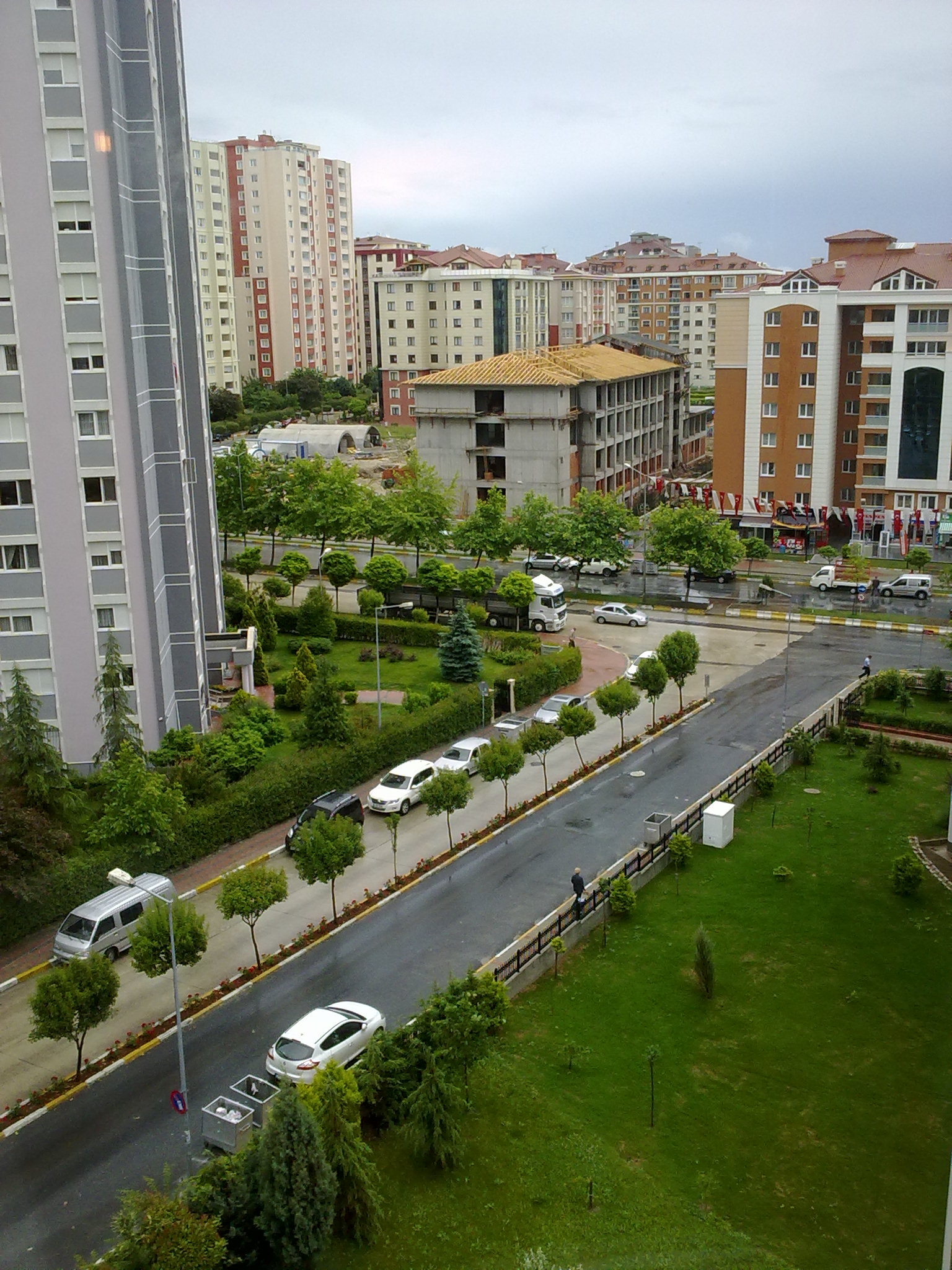
Die Adnan-Kahveci-Machalle in Beylikdüzü, eine Machalla, die ihm zu Ehren benannt wurde

Kahveci starb am 5. Februar 1993 bei einem Autounfall, bei dem auch seine Frau Füsun und eine Tochter ums Leben kamen. Der jüngste Sohn überlebte verletzt. Der Politiker war falsch auf eine Autobahn aufgefahren und mit einem anderen Fahrzeug kollidiert.
Im Jahr 2012 entschied sich die Staatsanwaltschaft Ankara, den Tod von Özal im April 1993 zu untersuchen und dabei auch die Umstände des Todes von Kahveci und anderen führenden Politikern und Journalisten zu überprüfen, die sich für eine friedliche Lösung der Kurdenfrage eingesetzt hatten. Sonderermittler des Präsidialamtes hatten Özals Tod als „verdächtig“ eingestuft. Es gab Vermutungen, dass die Tode von Özal, Kahveci und anderen Persönlichkeiten Teil eines angeblich geplanten Militärputsches im Jahr 1993 gewesen sein sollten. Nachdem nach der Exhumierung Rückstände von Giften bei Özal gefunden wurden, klagte die Staatsanwaltschaft nach weiteren Ermittlungen den Ex-General Levent Ersöz des Mordes an. Das Verfahren endete mit einem Freispruch. Der Tod von Kahveci wurde nicht aufgeklärt.

## Ehrungen
Nach Adnan Kahveci wurden eine Grundschule und ein Stadtbezirk im Istanbuler Stadtteil Beylikdüzü benannt. 